# Afrikanisches Viertel

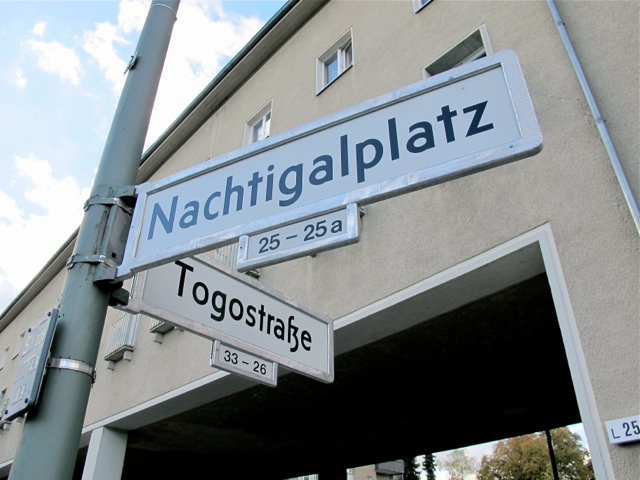
Nachtigalplatz har fått sitt namn efter Gustav Nachtigal.

Afrikanisches Viertel (Afrikanska kvarteret) är ett område i stadsdelen Wedding i Berlin. Sitt namn fick kvarteret efter det tema på namn som gavs området under den period då Tyskland hade kolonier i Afrika.
Carl Hagenbeck planerade före första världskriget att anlägga en djurpark i samma stil som den han tidigare skapat i Hamburg. Parken skulle ligga där dagens Volkspark Rehberge återfinns och visa djur från de tyska kolonierna. Planerna på parken stoppades av krigsutbrottet men gatorna i området hade då getts namn med koppling till de tyska besittningarna i Afrika. Bland gatunamnen med direkt koppling till Tysklands tidigare kolonier finns Kameruner Straße, Lüderitzstraße, Petersallee, Sansibarstraße, Swakopmunder Straße, Togostraße och Windhuker Straße. Nachtigalplatz har fått sitt namn efter Gustav Nachtigal. Däremot fick Ghanastrasse sitt nuvarande namn först 1958 i samband med att Ghanas president besökte Berlin. Peterallee var tidigare namngiven efter Carl Peters men sedan 1986 är gatan namngiven efter Hans Peters.
I Afrikanisches Viertel finns även koloniträdgårdsområdet Togo. Kritik har framkommit mot vissa av gatunamnen. Samtidigt har många med afrikansk bakgrund flyttat till området under senare år som blivit en samlingspunkt för många afrotyskar.  Idag lever 2500 personer som är medborgare i afrikanska länder i området. Dessutom tillkommer flera tyska medborgare med afrikansk bakgrund som barn till invandrare.
I området återfinns bostadsområdet Friedrich-Ebert-Siedlung.